# プローラ

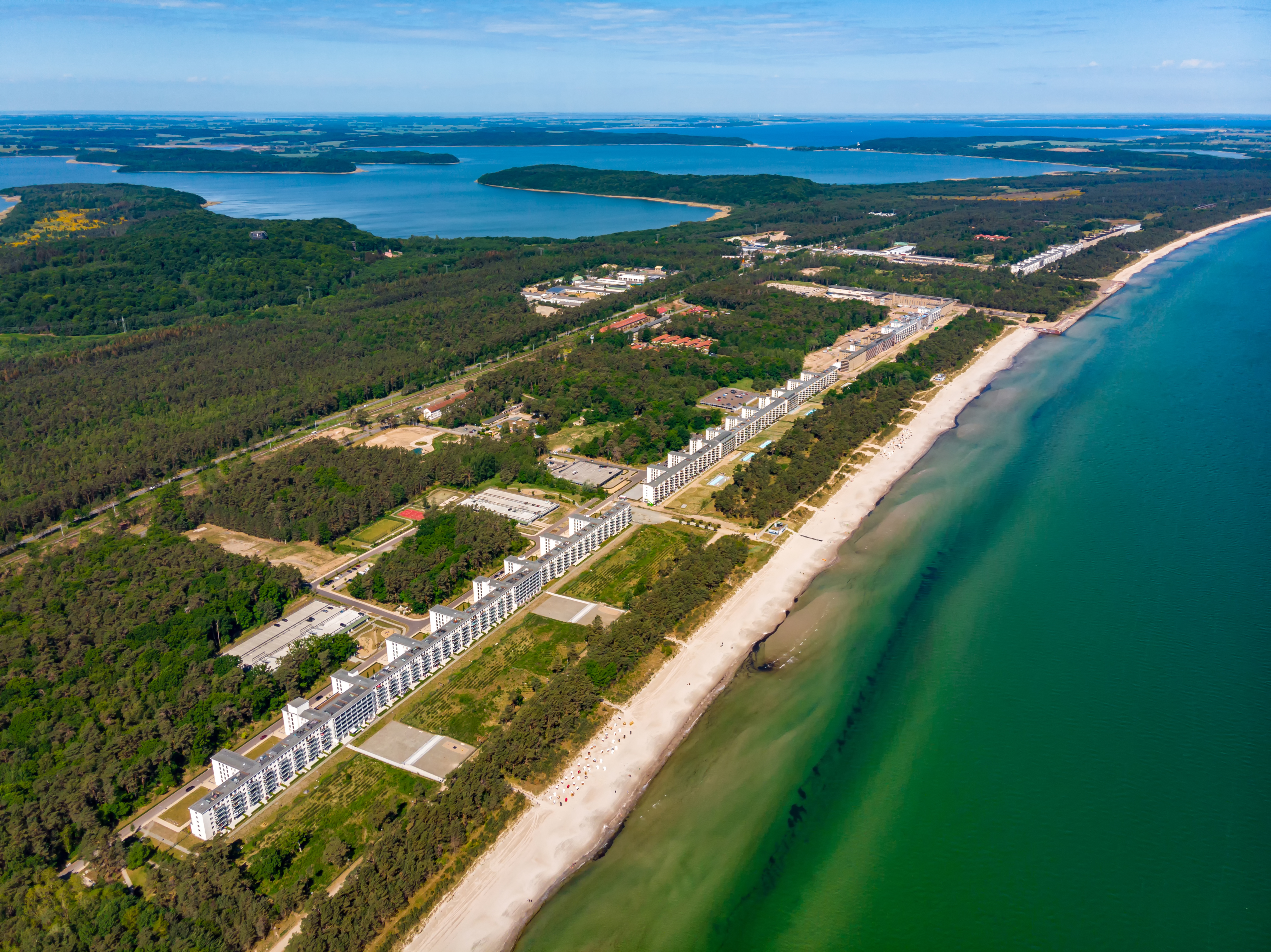
空撮によるプローラの全貌

プローラ（Prora）は、ドイツのバルト海に面した島、リューゲン島のプローラ湾沿岸にナチス（国家社会主義ドイツ労働者党）が計画した保養所・海水浴場である。
この海水浴場が有名である理由は、砂浜に面した松林の中に長さ4.5kmにわたって伸びている、「Koloss von Prora（プローラの巨人）」と呼ばれるコンクリート製のビル群の存在である。

## 場所と沿革

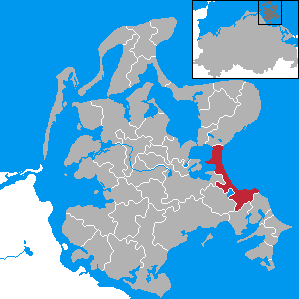
プローラのある自治体、ビンツの位置

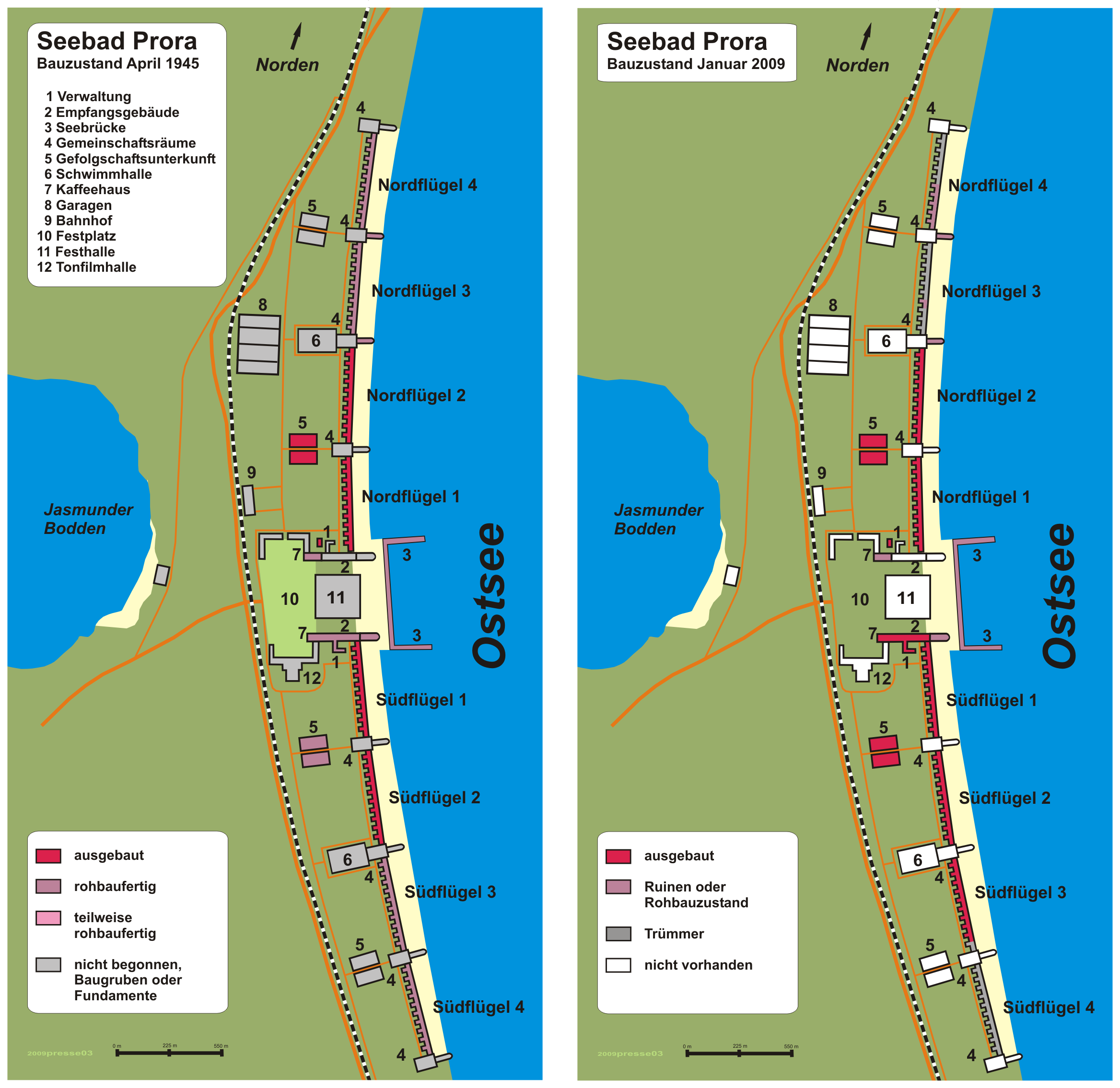
プローラ海水浴場の見取り図（1945年の状態と2009年の状態）

プローラは、古くから上流階級の保養地として親しまれていたリューゲン島北東岸の、ザスニッツ（Sassnitz）からビンツ（Binz）にかけて広がるプローラ湾（Prorer Wiek）に面した海水浴場に建設された。ここはリューゲン島の内部に深く切り込んだヤスムンドの入江とバルト海とを隔てている砂州であり、砂州上には荒地や松林が広がっている。海岸は遠浅の白い砂浜が延々と続き、海辺のリゾートを建設するには理想的なところである。
ナチスによるプローラの建設は1936年に始まったが、第二次世界大戦により、工事は中断される。戦後、東ドイツ(DDR)の軍事施設として利用され、東西ドイツ統一後に民間に開放され、現在はホテルや博物館として活用されている。

## 巨大建築
プローラの巨人と呼ばれるビル群は砂浜から150mほど陸側に位置している。残存している第三帝国の建築の中でも、その統一感とヒューマンスケールを超える巨大さが印象的な建物で、ナチス建築の典型といえるものである。
一棟500mの長さのビルが8つ連なる巨大建築は、1936年から1939年にかけて、ナチスの労働者組織ドイツ労働戦線の下部組織・歓喜力行団（Kraft durch Freude、KdF、国民に余暇活動を供給した組織）が巨大保養施設として建設を進めたものであった。それぞれのビルは全く同じ形をしており、20,000人の労働者が休暇を過ごすために計画されていたが、本来の目的ではついに使用されることはなかった。
戦後は住民のいない廃墟も同然となり、世界最大の空き家とすら呼ばれていたが、2006年に一部が売却され、ようやく再利用が進められようとしている。

### プローラの計画

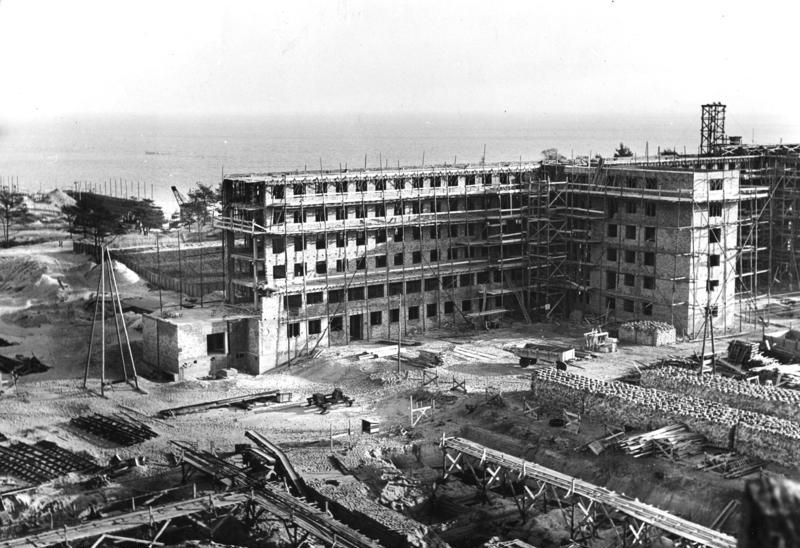
歓喜力行団プローラ海水浴施設の建設

プローラは労働者のリゾートとして計画され、ドイツの全ての労働者が浜辺で休暇を楽しめるようにするために2万人もの保養客を収容する宿泊棟が設計された。設計者はクレメンス・クロッツ（Clemens Klotz、1886年-1969年）で、全ての部屋がバルト海に面している。後の計画では、二つの造波プール・劇場・映画館と2万人の宿泊客全員分の座席があるフェスティバル・ホールも予定された。大型客船のための埠頭も同時に予定されている。1937年のパリ万国博覧会では、このプローラの保養所計画は建築部門のグランプリを受賞している。
歓喜力行団は国民の福祉を増進し、中産階級向けのレジャーを広く一般大衆に開放して、階級間の橋渡しをしようという意図があった。この方針に則り、全長数kmにおよぶプローラの宿泊棟はほぼ均等な外観をしており、全ての部屋が同じ設計であった。各部屋は奥行き5m、幅2.5mで、ベッド2つとワードローブ1つと流しを備えていた。共同トイレと共同シャワーは階下にあった。

### プローラの建設と戦争
1936年、リューゲン島と本土とを結ぶ橋・リューゲンダム橋が建設され、プローラ建設も始まった。1936年から1939年にかけて、プローラが建設されていた時期にはドイツの全ての大手建設会社が何らかの形で関わっている。建設作業員数は9,000人を数えた。
1939年、第二次世界大戦が始まるとプローラ建設も中止された。長大な宿泊棟、劇場と映画館はがらんどうのまま放置され、埠頭は埋め立てたまま建設中止、その後ろに予定されたプールとフェスティバル・ホールは建設されなかった。英米軍によるハンブルク空襲が始まると、ハンブルクから多くの避難民がリューゲンに疎開し、プローラの居住棟の一つに入った。終戦間際にはドイツ空軍の女性補助部隊隊員や武装警察の教育施設となり、さらに東ヨーロッパからの避難民の受け入れにも活用された。
1945年、ソ連軍がリューゲン島一帯を占領し、プローラはその基地となった。プローラのビルは一部がドイツ駐留ソ連軍の爆破訓練に使われ、東ドイツ政府の手で解体する案もあったが頑丈な上に巨大なため撤去にはいたらず、戦災難民の一時居住施設、次いで国家人民軍の駐屯地として利用が続けられた。どっしりとした無味乾燥なビル群は6つが残存し、ドイツ再統一後は観光スポットとなっている。

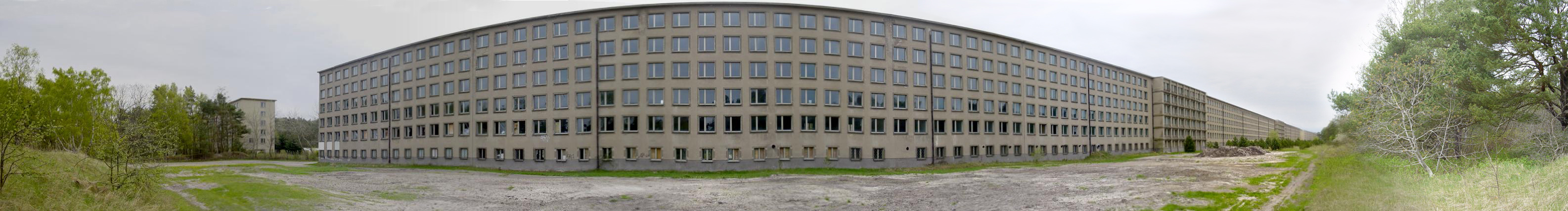
居住棟の一つをパノラマ撮影した写真

### プローラの再利用
プローラの一部は博物館として、ナチスの巨大リゾート建設計画やその背景となった諸政策に関する展示を行っている。また2006年にはビル群のうち2棟の売却が決まり、別荘やショッピング施設、文化施設として再利用する計画が進んでいる。2011年7月4日にプローラのビルの一部を利用したユースホステルが開業した。同ホステルはベッド数402のドイツ国内でも最大級のユースホステルである。

## ギャラリー

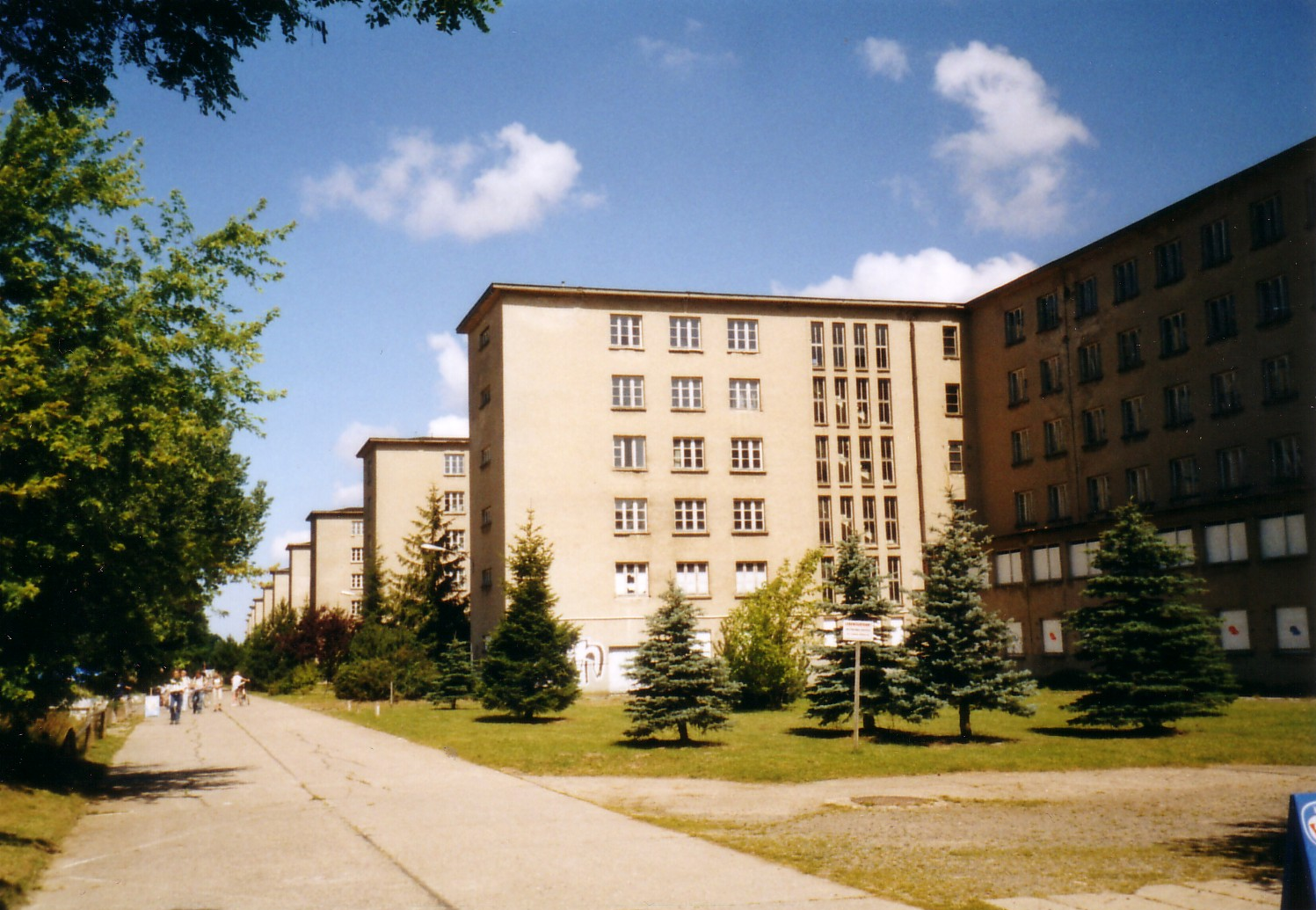
延々と伸びるプローラの保養所施設
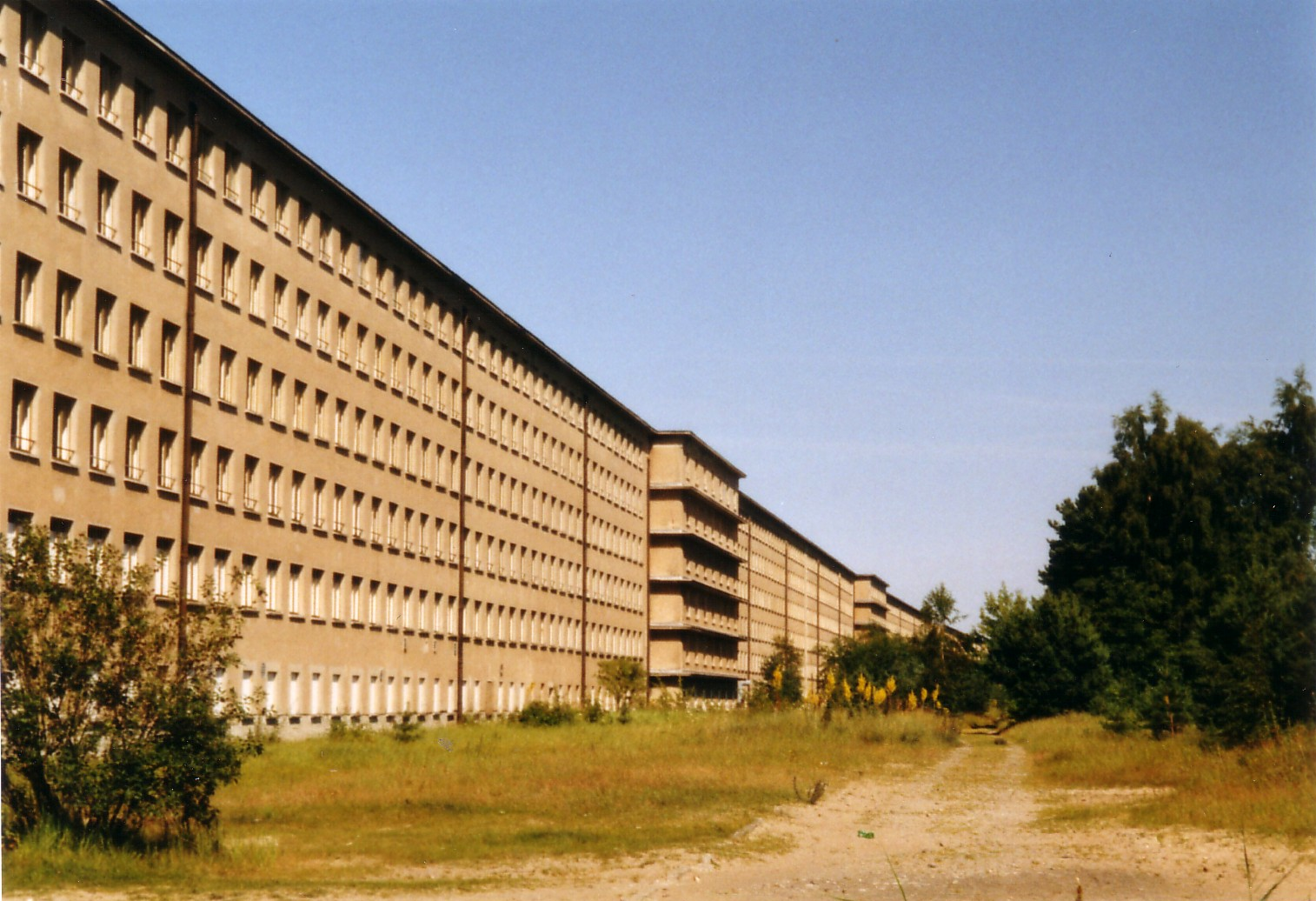
プローラの保養所の海側に面した部分
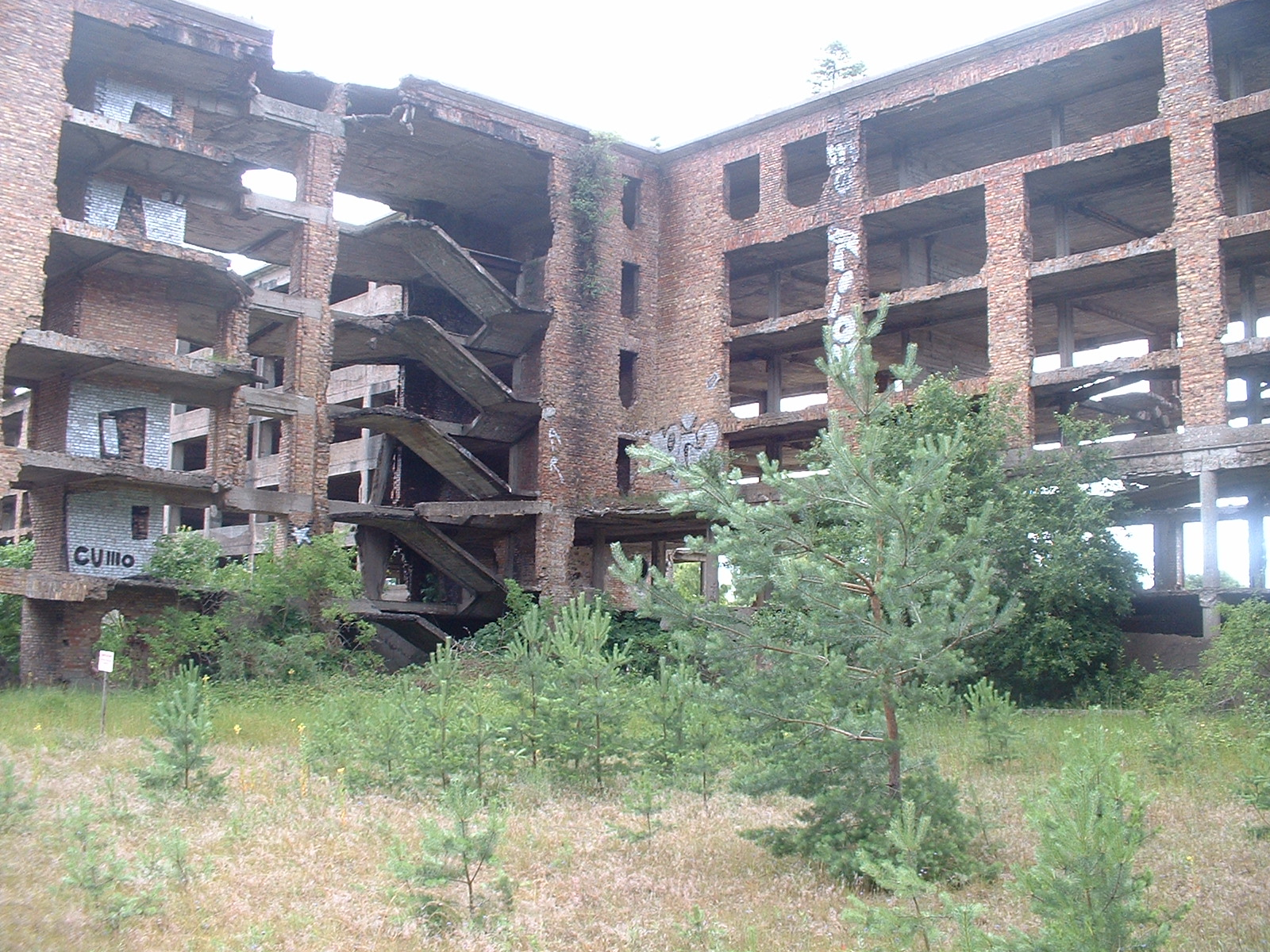
プローラの廃墟
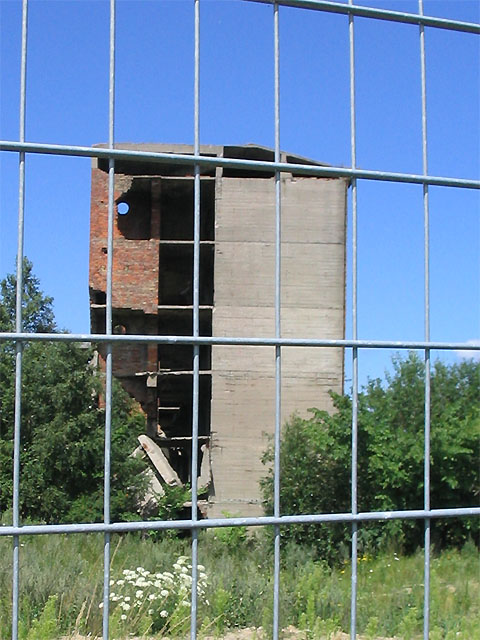
プローラの廃墟　（横から）
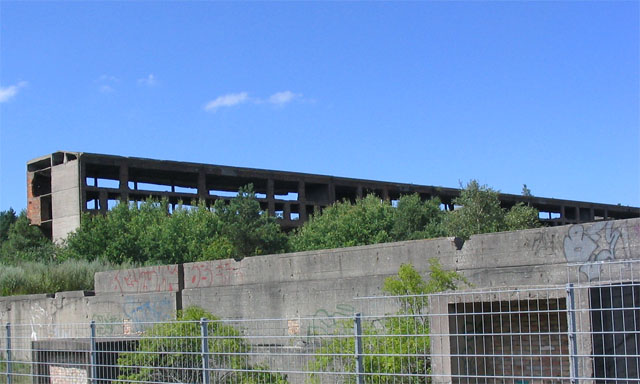
プローラの廃墟　（バルト海側から）
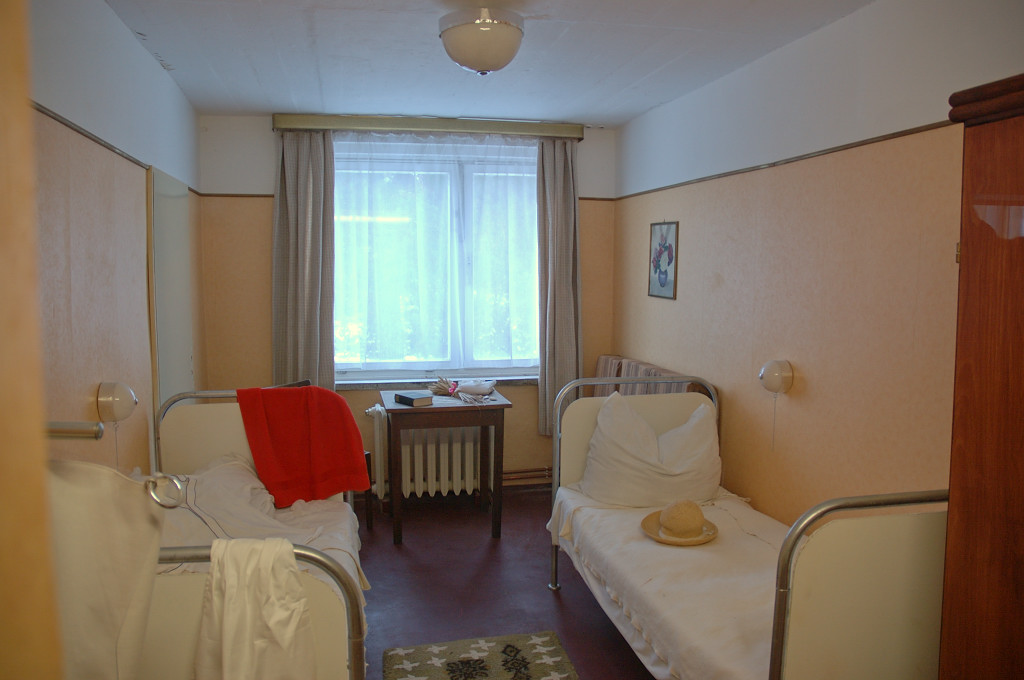
プローラの客室内装
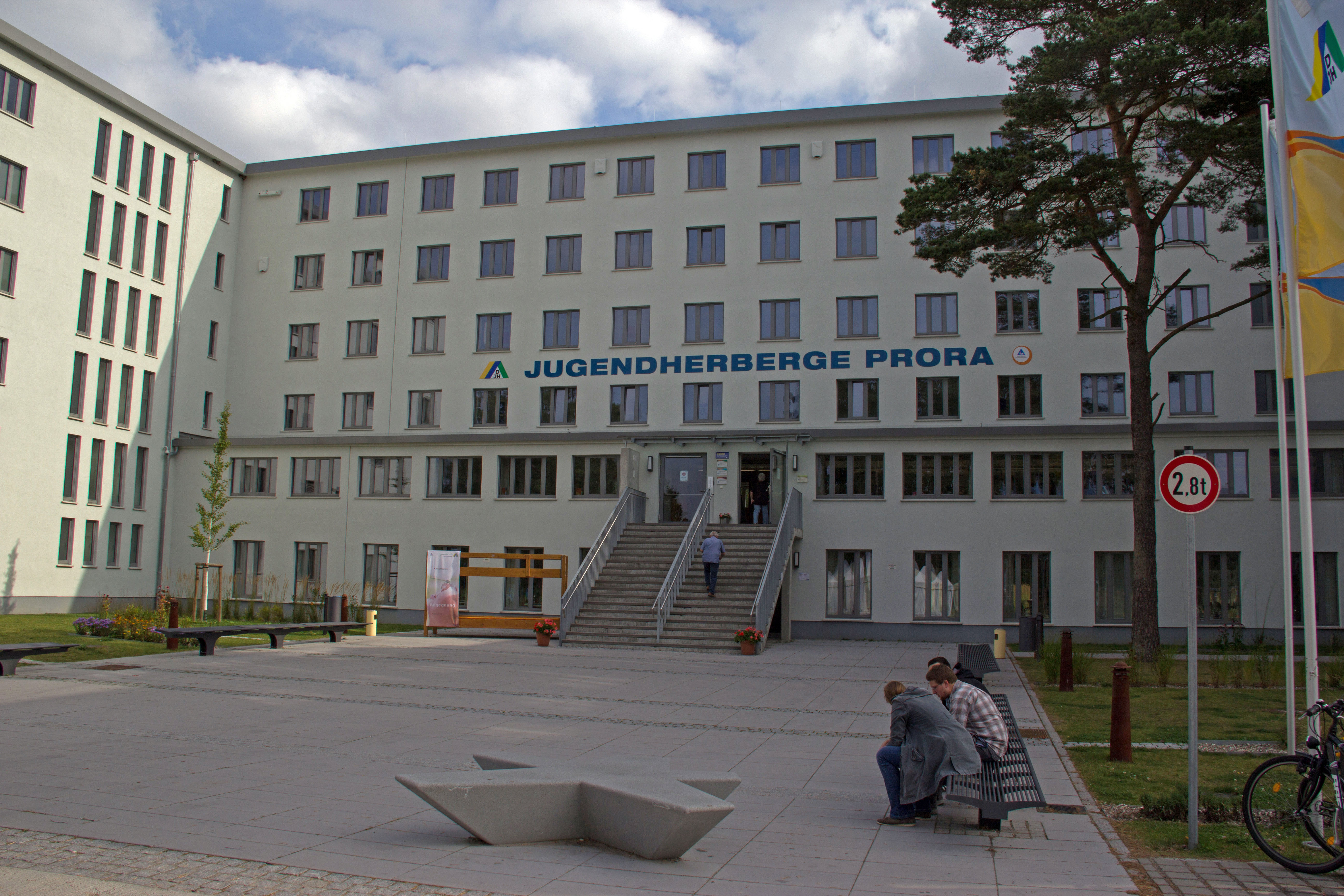
ユースホステルとして再利用された元保養所
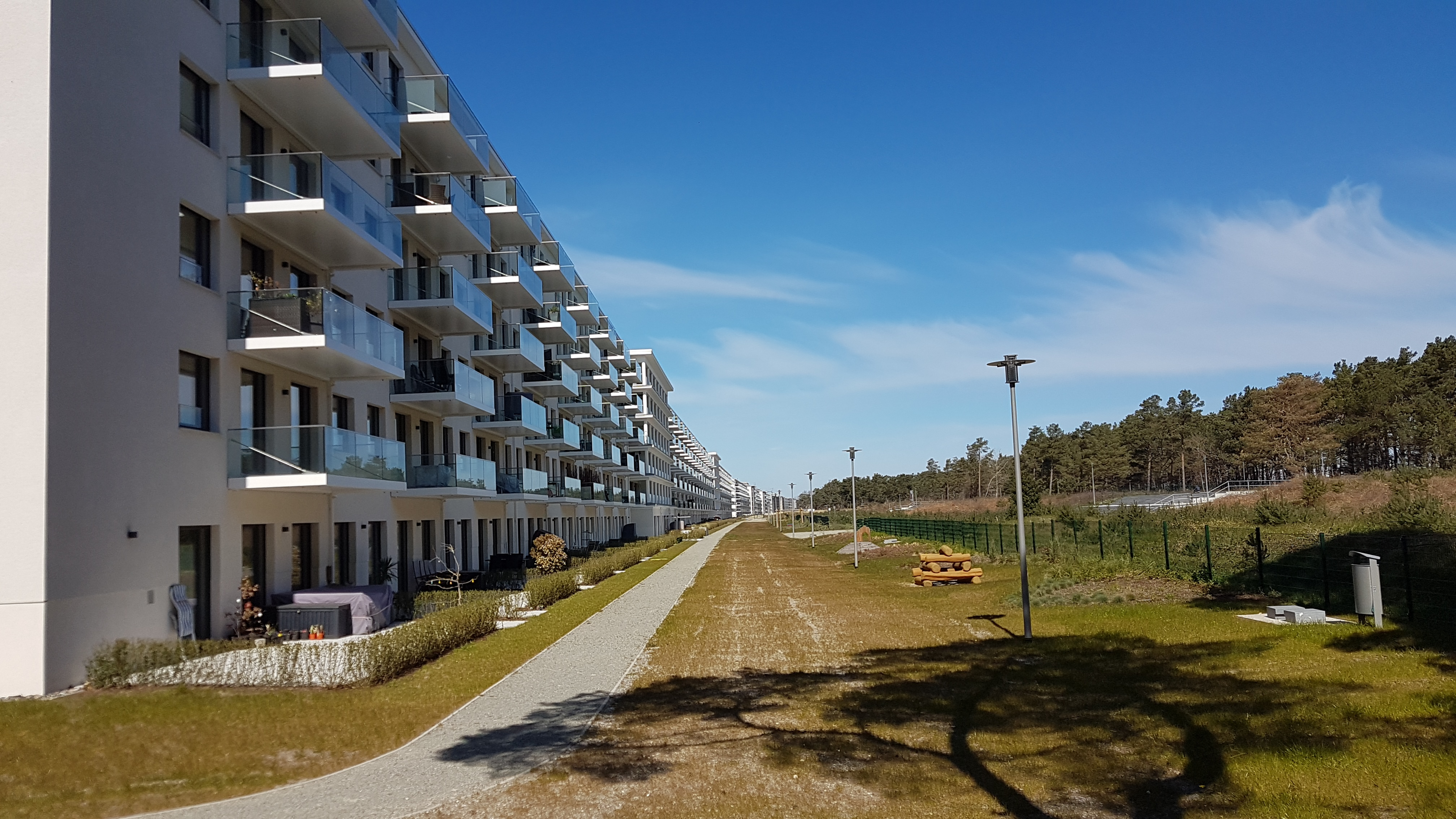
再開発されたプローラ保養所